# Gustaf Felix Grönfeldt
Gustaf Felix Grönfeldt, född den 8 juli 1868 i Karlskoga, död den 9 april 1930, var en svensk apotekare som 1911 grundade Pharmacia.
Gustaf Felix Grönfeldt var son till veterinären Felix Ferdinand Grönfeldt, som vid denna tid var verksam i Karlskoga, och hans första fru Maria Hedengren, som dog när barnen var unga.
År 1911, då Grönfeldt var verksam vid Apoteket Elgen på Karlavägen 27 i Stockholm, köpte han rättigheterna till ett patent för framställning av organiska fosfater ur nervvävnad i form av hjärn- eller ryggmärgssubstans av animaliskt ursprung. Detta utnyttjades i framställning av "mirakelmedicinen" Phospho-Energon, som blev Pharmacias mest framgångsrika produkt under de tidiga åren.
Grönfeldt var från 1924 till 1930 innehavare av apoteksprivilegiet för apoteket i Västerhaninge. Han är begravd på Solna kyrkogård.